# Andreas Nilsson (skådespelare)
Nils Andreas Nilsson, född 5 juli 1964 i Södertälje, är en svensk skådespelare och röstskådespelare.

## Biografi
Andreas Nilsson hade egentligen tänkt sig att bli ingenjör, gick fyraårig teknisk linje, men han tappade intresset för det tekniska och ägnade fritiden åt teater istället, bland annat Södertälje teateramatörer. Han gick ut Teaterhögskolan i Stockholm 1989 varifrån han gick vidare till flera teatrar, bland annat Riksteatern och Uppsala Stadsteater. Han har dessutom varit gäst i Björnes magasin, synts i diverse underhållningsprogram och startat popbandet Farbror Blå (han var även dess sångare).
Han är dock främst känd som medlem i R.E.A-gänget, där han har deltagit sedan starten, och för olika dubbningsröster, bland annat som Kalle Ankas svenska röst sedan år 1987.
Nilsson gjorde år 2008 ett uppträdande på Allsång på Skansen på temat "Om man vore homo" i samband med Europride-veckan i Stockholm.

## Filmografi (i urval)
| År        | Titel                                       | Roll                                                          | Notering                 |
| --------- | ------------------------------------------- | ------------------------------------------------------------- | ------------------------ |
| 1990      | Teenage Mutant Hero Turtles                 | Raphael och Krang                                             | röst, säsong 1-2         |
| 1981-1990 | Smurfarna                                   | Glasögonsmurfen, Glufssmurfen, Målarsmurfen och Farfarsmurfen | röst i TV-serie          |
| 1985      | Thundercats                                 | Lejon-O (eng. Lion-O) och Mumm-Ra                             | röst                     |
| 1987      | Black Beauty                                | Mr. John Manly, Merrylegs m. fl.                              | röst                     |
| 1987-1990 | Duck Tales                                  | Kalle Anka                                                    | röst i TV-serie          |
| 1988-1993 | Greve Duckula                               | Greve Duckula                                                 | röst i TV-serie          |
| 1988      | Dino-Riders                                 | "Morfar", Rasp m. fl.                                         | röst i TV-serie          |
| 1991      | Resan till Amerika – Fievel i vilda västern | Chula                                                         | röst                     |
| 1991      | James Bond Junior                           | James Bond Jr.                                                | röst                     |
| 1992      | Familjen Addams                             | Gómez Addams                                                  | röst i TV-serie          |
| 1992      | Dog City                                    | diverse rollfigurer                                           | röst i TV-serie          |
| 1992      | Batman                                      | Alfred, Two-Face, Scarecrow, Hattmakaren m. fl.               | röst i TV-serie          |
| 1993      | Tom & Jerry gör stan osäker                 | katten Tom och Ferdinand                                      | röst                     |
| 1993      | Biker Mice from Mars                        | Modo                                                          | röst i TV-serie          |
| 1993–1995 | Richard Scarrys äventyrsvärld               | Dagge Daggmask och Gorillan                                   | röst                     |
| 1994      | Lassie                                      | Sam Garland                                                   | röst                     |
| 1994      | Aladdin                                     | Abis Mal, Mozenrath m. fl.                                    | röst i TV-serie          |
| 1994      | Spider-Man                                  | Nick Fury, Hobgoblin och Cyclops                              | röst, säsong 1-4         |
| 1995      | Babe - den modiga lilla grisen              | ankan Ferdinand                                               | röst                     |
| 1996      | Katten Gustaf                               | Jon Arbuckle                                                  | röst                     |
| 1996      | Mullvadens jul                              | Mullvaden "Mulle"                                             | röst                     |
| 1997-1998 | Quack Pack                                  | Kalle Anka                                                    | röst i TV-serie          |
| 1997      | Djungel-George                              | Thor                                                          | röst                     |
| 1997      | Lånarna (film, 1997)                        | Joe Lender                                                    | röst                     |
| 1997      | 101 dalmatiner                              | Roger                                                         | röst                     |
| 1997      | Atlantis: Det försvunna riket               | Hector                                                        | röst                     |
| 1998      | Taran och den magiska kitteln               | Gurgi                                                         | röst i nydubbning        |
| 1998      | Mulan                                       | Ling                                                          | röst                     |
| 1998      | Djungelboken: Mowglis äventyr               | Chimp 1                                                       | röst                     |
| 1999-???  | Pokémon                                     | James                                                         | röst i TV-serie          |
| 1999      | Toy Story 2                                 | Wheezy                                                        | röst                     |
| 2000      | Grinchen – julen är stulen                  | Grinchen                                                      | röst                     |
| 2001      | Musse Piggs julsaga                         | Kalle Anka                                                    | röst i nydubbning        |
| 2001-2003 | Hos Musse                                   | Kalle Anka                                                    | röst                     |
| 2002      | Lilo & Stitch                               | Stitch                                                        | röst                     |
| 2003      | Pank och fågelfri                           | Kalle Anka                                                    | röst i nydubbning        |
| 2003      | Stitch! - Experiment 626                    | Stitch                                                        | röst                     |
| 2003      | Skenbart - en film om tåg                   | Tomten                                                        |                          |
| 2004      | Mulan 2                                     | Ling                                                          | röst                     |
| 2004      | Lejonkungen 3 – Hakuna Matata               | Kalle Anka och Stitch                                         | röst                     |
| 2004      | Musses jul i Ankeborg                       | Kalle Anka                                                    | röst                     |
| 2005      | Lilo & Stitch 2                             | Stitch                                                        | röst                     |
| 2005      | Harry Potter och den flammande bägaren      | Lord Voldemort                                                | röst                     |
| 2006      | På andra sidan häcken                       | Ozzie                                                         | röst                     |
| 2006      | Musses klubbhus                             | Kalle Anka                                                    | röst i TV-serie          |
| 2006      | Asterix och vikingarna                      | Berättare                                                     | röst                     |
| 2007      | Leroy & Stitch                              | Stitch/Leroy                                                  | röst                     |
| 2007      | Harry Potter och Fenixorden                 | Lord Voldemort                                                | röst                     |
| 2007      | Phineas & Ferb                              | Heinz Doofenshmirtz                                           | röst i TV-serie          |
| 2008      | Stitch!                                     | Stitch                                                        | röst i TV-serie          |
| 2011      | The Stig-Helmer Story                       | majoren, Annikas pappa                                        |                          |
| 2011      | Star Wars: Episod I – Det mörka hotet       | Yoda                                                          | röst i 2011 års dubbning |
| 2012      | Berättelsen om Pi                           | yngre japansk försäkringsutredare                             | röst                     |
| 2015      | Asterix - Gudarnas hemvist                  | Miraculix                                                     | röst                     |
| 2017      | Fröken Frimans krig                         | Borgenären                                                    | TV-serie                 |
| 2017      | Ducktales (TV-serie, 2017)                  | Kalle Anka                                                    | röst i TV-serie          |
| 2018      | Grinchen                                    | Grinchen                                                      | röst                     |
| 2019      | Asterix: Den magiska drycken                | Miraculix                                                     | röst                     |
| 2019      | Kim Possible                                | Professor Dementor                                            | röst                     |
| 2019      | Amphibia                                    | Kapten Grim                                                   | röst                     |
| 2022      | Ice Age: Buck Wilds äventyr                 | Eddie                                                         | röst                     |
| 2024      | Dumma mej 4                                 | Rektor Ursula Übelschlecht, Balthazar Bratt                   | röst                     |

## Teater

### Roller (ej komplett)
| År   | Roll                                                      | Produktion                                                                                               | Regi                        | Teater                    |
| ---- | --------------------------------------------------------- | --- | --------------------------- | ------------------------- |
| 1983 | Champagne                                                 | Moliere de Spectacle                                                                                     | Roland Klockare             | SommarTeatern             |
| 1984 | Zilversurfarn                                             | Tivoli Transatlantic                                                                                     | Magnus Bergquist/ A. Lerner | SommarTeatern             |
| 1985 | Donalbain                                                 | Macbeth                                                                                                  | Magnus Bergquist            | SommarTeatern             |
| 1986 | Leandre                                                   | Scapinos eskapader                                                                                       | Jörgen Duberg               | SommarTeatern             |
| 1988 | Henning                                                   | Stridshästen Harald Stjerne                                                                              | Thomas Oredsson             | Riksteatern               |
| 1988 | Diverse                                                   | Bingo Bango Bongo                                                                                        | Stefan Böhm                 | Fria Proteatern           |
| 1989 | Barn                                                      | Grindslanten Christina Claesson                                                                          | Cleo Boman                  | Mittiprickteatern         |
| 1990 | Kjellgren                                                 | En gång där en källa flöt Pierre Ström och Finn Zetterholm                                               | Jan Tiselius                | Riksteatern               |
| 1991 | A P Neuman                                                | Er underdånigaste fiende Elisabeth G. Söderström                                                         | Elisabeth G. Söderström     | Riksteatern               |
| 1993 | Paul Wilfredsson m. fl.                                   | 5-nätters                                                                                                | Hans Qviström               | Fristående                |
| 1994 | Världshusvärden                                           | Världshuset                                                                                              | Hans Qviström               | Fristående                |
| 1994 |                                                           | Hinden Göran Tunström                                                                                    | Martin Fly                  | Vertigo Teater            |
| 1994 | Adam                                                      | Vår bästa tid (Time of my life) Alan Ayckbourn                                                           | Hans Bergström              | Riksteatern               |
| 1995 | Gustav V, m. fl.                                          | Sagan om hästen Lars Forsell och Carl Z                                                                  | Ulf Fredriksson             | Uppsala Stadsteater       |
| 1995 | Clas Henrik                                               | Drottningens juvelsmycke Carl Jonas Love Almqvist                                                        | Joachim Siegård             | Uppsala Stadsteater       |
| 1996 | Diverse                                                   | Somewhere - A night at the musicals                                                                      | Ensemblen                   | Fristående                |
| 1996 | Gustaf                                                    | Fordringsägare August Strindberg                                                                         | Philip Ronne                | Scenergi Musikteater      |
| 1996 | Mannen                                                    | Svarta änkan Ola Hörling och Jan-Erik Sääf                                                               | Bergljót Árnadóttir         | Riksteatern               |
| 1997 | Orlando, son till Roland de Boys                          | Som ni vill ha det (As you Like it) William Shakespeare                                                  | Thomas Segerström           | Romateatern               |
| 1997 | Sveto                                                     | Krutdurken (Буре барут, Bure barut) Dejan Dukovski                                                       | Richard Turpin              | Teater Tribunalen         |
| 1998 | Häst-Harry                                                | Guys and Dolls Frank Loesser, Joe Swerling och Abe Burrows                                               | Hans Marklund               | Oscarsteatern             |
| 1998 | Flertal                                                   | CJL Almqvists Midsommarnattsdröm                                                                         | Charlotte Ardai-Jennefors   | Les Enfants               |
| 1999 | Andreas Blek af Nosen                                     | Trettondagsafton (Twelfth Night, or What You Will) William Shakespeare                                   | Thomas Segerström           | Romateatern               |
| 2000 | Alfred von Wilmers                                        | Romance Romance                                                                                          | Staffan Aspegren            | Scenergi Musikteater      |
| 2000 | Flertal                                                   | R.E.A. (Roligt Elakt Aktuellt)                                                                           | Hans Marklund               | Hamburger Börs            |
| 2001 | Flertal                                                   | R.E.A. (Roligt Elakt Aktuellt)                                                                           | Hans Marklund               | Hamburger Börs            |
| 2001 | Edgar                                                     | Kung Lear (King Lear) William Shakespeare                                                                | Thomas Segerström           | Romateatern               |
| 2002 | Flertal                                                   | R.E.A. (Roligt Elakt Aktuellt)                                                                           | Hans Marklund               | Hamburger Börs            |
| 2002 | Puck                                                      | En midsommarnattsdröm (A Midsummer Night's Dream) William Shakespeare                                    | Thomas Segerström           | Romateatern               |
| 2003 | Flertal                                                   | R.E.A. (Roligt Elakt Aktuellt)                                                                           | Hans Marklund               | Hamburger Börs            |
| 2004 | Flertal                                                   | R.E.A. (Roligt Elakt Aktuellt)                                                                           | Hans Marklund               | Hamburger Börs            |
| 2005 | Flertal                                                   | R.E.A. (Roligt Elakt Aktuellt)                                                                           | Hans Marklund               | Hamburger Börs            |
| 2006 | Flertal                                                   | R.E.A. (Roligt Elakt Aktuellt)                                                                           | Hans Marklund               | Hamburger Börs            |
| 2007 | Flertal                                                   | R.E.A. (Roligt Elakt Aktuellt)                                                                           | Hans Marklund               | Hamburger Börs            |
| 2007 | Eddie                                                     | Gagarin Way Gregory Burke                                                                                | Mattias Knave               | Plastic Voice Productions |
| 2008 | Flertal                                                   | R.E.A. (Roligt Elakt Aktuellt)                                                                           | Hans Marklund               | Hamburger Börs            |
| 2009 | Proba, Adam'                                              | Som ni vill ha det (As you Like it) William Shakespeare                                                  | Thomas Segerström           | Romateatern               |
| 2009 | Trazan Apansson                                           | Banankontakt Lasse Åberg och Janne Schaffer                                                              | Olle Thörnqvist             | Riksteatern               |
| 2010 | Edward                                                    | Lille Rickard Tyrann Lotta Grut                                                                          | Karin Kickan Holmberg       | Unga Roma                 |
| 2011 | Bertil "Fiasko" Boije                                     | Som jag vill ha det Lotta Grut                                                                           | Karin Holmberg              | Unga Roma                 |
| 2011 | Jerry Johansson                                           | Allt eller inget (The Full Monty) Terrence McNally                                                       | Sofia Ahlin Schwanbom       | Länsteatern på Gotland    |
| 2012 | Christer / "Regissören"                                   | Rampfeber (Noises Off) Michael Frayn                                                                     | Thomas Sundström            | Länsteatern på Gotland    |
| 2012 |                                                           | Hide Rock Eva Sjöstrand                                                                                  | Karin Kickan Holmberg       | Hide Kulturbrott          |
| 2013 |                                                           | På Bettet Robert Dröse                                                                                   | Robert Dröse                | Maximteatern              |
| 2013 |                                                           | Ariel och Caliban Elin Ruuth                                                                             | Karin Kickan Holmberg       | Unga Roma                 |
| 2013 |                                                           | Jumpy April de Angelis                                                                                   | Maria Löfgren               | Örebro Teater             |
| 2014 |                                                           | Komedi av misstag (Comedy of Errors) William Shakespeare                                                 | Stefan Marling              | Unga Roma                 |
| 2015 |                                                           | Puckad Kärlek Lotta Grut                                                                                 | Karin Kickan Holmberg       | Unga Roma                 |
| 2015 | Fega lejonet                                              | Trollkarlen från Oz Robert Dröse och Martin Land                                                         | Robert Dröse                | Maximteatern              |
| 2015 | Feldzieg                                                  | Förklädet (The Drowsy Chaperone) Bob Martin, Don McKellar, Lisa Lambert och Greg Morrison                | Edward af Sillén            | Göta Lejon                |
| 2016 | Farbror Bertil                                            | Rakt ner i fickan (Cash on Delivery) Michael Cooney                                                      | Edward af Sillén            | Krusenstiernska gården    |
| 2016 | Warner Purcell                                            | Bullets over Broadway Woody Allen                                                                        | Emma Bucht                  | Göta Lejon                |
| 2017 | Kurt Sjöberg, advokat                                     | Flaggan i topp (Hurra, ein Junge) Franz Arnold och Ernst Bach                                            | Adde Malmberg               | Krusenstiernska teatern   |
| 2019 | Henning Rüsse                                             | Trassel (Out of Order) Ray Cooney                                                                        | Edward af Sillén            | Krusenstiernska teatern   |
| 2020 | Eddie                                                     | En värsting till syster (Sister Act) Alan Menken, Glenn Slater, Cheri Steinkellner och Bill Steinkellner | Anders Albien               | Chinateatern\|            |
| 2022 | Heinz Töpfer                                              | Bäddat för trubbel (A Bedfull of Foreigners) Dave Freeman                                                | Anders Albien               | Krusenstiernska teatern   |
| 2022 | Jeff Slater                                               | Tootsie David Yazbek(en) och Robert Horn                                                                 | Edward af Sillén            | Oscarsteatern             |
| 2023 |                                                           | Pappor på prov (It Runs in the Family) Ray Cooney                                                        | Edward af Sillén            | Krusenstiernska teatern   |
| 2024 | Kulygin (understudy) Fedotyk (understudy)                 | Tre systrar (Три сeстры, Tri sestry) Anton Tjechov                                                       | Eirik Stubø                 | Kulturhuset Stadsteatern  |
| 2025 | Greve Franz Orsini-Rosenberg Antonio Salieri (understudy) | Amadeus Peter Shaffer                                                                                    | Sunil Munshi                | Kulturhuset Stadsteatern  |

### Fotnoter
1. ↑  ”Arkiverade kopian”. Arkiverad från originalet den 2 augusti 2012. https://archive.is/20120802052449/http://www.birthday.se/person/19640705/andreas/nilsson/stockholm/. Läst 27 juli 2010.
2. ↑  ”Anna Holmlin Nilsson”. https://www.hitta.se/anna+holmlin+nilsson/bandhagen/person/hdR2wnUUUG. Läst 5 januari 2022.
3. ↑  Sveriges befolkning
1990:
Nilsson, Nils Andreas
4. ↑  ”Avgångsklassen 1989”. Stockholms dramatiska högskola. http://www.stdh.se/vara-studenter/skadespeleri/tidigare-studenter/studenter-1980-1989/avgangsklassen-1989. Läst 23 maj 2013.
5. ↑  ”Guys and Dolls”. Chinateatern. Arkiverad från originalet den 21 april 2019. https://web.archive.org/web/20190421021729/http://www.chinateatern.se/show/guys-and-dolls/. Läst 3 september 2015.
6. ↑  ”Förklädet”. Göta Lejon. Arkiverad från originalet den 10 september 2015. https://web.archive.org/web/20150910045736/http://www.gotalejon.se/forestallningar/forkladet/. Läst 5 september 2015.
7. ↑  Vicky Nöjesproduktion (30 november 2015). ”Claes Månsson och Allan Svensson är redo för sommarens stora teatersatsning ”Rakt ner i fickan” på Krusenstiernska teatern 2016!”. Pressmeddelande.  Läst 7 juli 2016. Arkiverad från originalet den 19 april 2016.
8. ↑  ”Bullets over Broadway”. Göta Lejon. Arkiverad från originalet den 5 september 2016. https://web.archive.org/web/20160905182239/http://www.gotalejon.se/forestallningar/bullets-over-broadway/#stor-orkester-och-ensemble. Läst 7 september 2016.
9. ↑  ”Flaggan i topp”. Krusenstiernska teatern. Arkiverad från originalet den 15 maj 2017. https://web.archive.org/web/20170515170050/http://www.krusenstiernskateatern.se/. Läst 11 juli 2017.
10. ↑  ”Trassel”. Krusenstiernska teatern. Arkiverad från originalet den 15 maj 2017. https://web.archive.org/web/20170515170050/http://www.krusenstiernskateatern.se/. Läst 18 juli 2019.